# White Lilies Island
White Lilies Island – drugi album studyjny Natalie Imbruglii wydany w 2001 roku. Jego tytuł pochodzi od nazwy wyspy w Windsorze, na której znajduje się dom piosenkarki.

## Lista utworów
1. "That Day" – 4:44
2. "Beauty on the Fire" – 4:21
3. "Satellite" – 3:08
4. "Do You Love" – 4:43
5. "Wrong Impression" – 4:17
6. "Goodbye" – 5:01
7. "Everything Goes" – 4:01
8. "Hurricane" – 3:38
9. "Sunlight" – 5:01
10. "Talk in Tongues" – 3:29
11. "Butterflies" – 4:56
12. "Come September" – 4:10